# Irak baazista
La Irak baazista (en árabe: الجمهورية العراقية al-Jumhūrīyah al-'Irāqīyah) formalmente la República Iraquí, hasta el 6 de enero de 1992, y República de Irak, comprende el período de la historia de Irak entre 1968 y 2003, cuando el Partido Baaz Árabe Socialista, liderado primero por Ahmed Hasan al-Bakr y luego por Sadam Huseín, gobernó el país. Este período inició con un alto crecimiento económico y una prosperidad en alza, pero terminó con Irak enfrentando un estancamiento social, político y económico.
El Presidente de Irak Abdul Rahman Arif, y el primer ministro, Tahir Yahya, fueron expulsados durante el golpe de Estado del 17 de julio de 1968, llevado a cabo por el Partido Baaz Árabe Socialista, que había obtenido el poder anteriormente en 1963 y era dirigido principalmente por Ahmed Hasan al-Bakr y Sadam Huseín. Hussein, respaldado por al-Bakr, se convirtió en el líder de facto del país a mediados de la década de 1970 y más tarde pasó a ser líder de jure en 1979, cuando al-Bakr renunció a todos sus cargos por motivos de salud y se los transfirió a Hussein. Durante el gobierno de al-Bakr, la economía de Irak creció, aumentando la posición del país en el mundo árabe. Sin embargo, varios factores interiores amenazaron la estabilidad del país, entre ellos el conflicto con Irán y con la propia comunidad chiita dentro de Irak. Un problema exterior fue la disputa territorial con Irán, que desembocaría en la guerra entre Irán e Irak.
Sadam Huseín fue nombrado presidente de Irak, presidente del Consejo de Comando Revolucionario, primer ministro y secretario general de la rama regional iraquí del Partido Baaz en 1979, en medio de una ola de protestas contra el gobierno por parte de los chiíes. La revolución iraní a principios de ese año había derrocado a la monarquía prooccidental del Shah Mohammed Reza Pahlevi y establecido una República islámica (de naturaleza chiita) liderada por el Ayatollah Khomeini, lo cual fue detonante para las protestas chiíes contra el gobierno. El Partido Baaz, que era de naturaleza secular, reprimió duramente las protestas. Sin embargo, la guerra entre Irán e Irak se desató formalmente a causa de un conflicto fronterizo, en el que Irak quería invertir la frontera entre ambos países para conseguir la anexión de la región de Shatt al Arab. En 1980, Irak invadió a gran escala Irán, suponiendo que, debido a la revolución ocurrida tan solo un año antes, el país se encontraría debilitado y no estaría en condiciones de defenderse. La suposición resultó se falsa y la guerra se prolongó por ocho años. La economía de Irak se deterioró gravemente, dependiendo de donaciones extranjeras para financiar el conflicto. La guerra terminó en un punto muerto con un alto al fuego en 1988, reconociendo Irak la soberanía de Irán sobre Shatta al Arab, lo que resultó en un statu quo ante bellum.
Cuando terminó la contienda, Irak se encontraba en medio de una depresión económica, debiéndole millones de dólares a otros países extranjeros y siendo incapaz de pagar a sus acreedores. El hecho de que el Emirato de Kuwait, un pequeño país fronterizo, aumentara deliberadamente la producción de petróleo después de la guerra y disminuyera los precios, afectó negativamente la economía iraquí. En respuesta a eso, Hussein amenazó a Kuwait con una invasión si no reducían la producción. Las negociaciones fracasaron, y el 2 de agosto de 1990, Irak invadió y se anexó Kuwait. Hussein puso como excusa "liberar" al pequeño emirato de las manos del Emir y convertir a Kuwait en una gobernación más de la república. La respuesta internacional resultante condujo a la guerra del Golfo Pérsico, que Irak perdió.
Finalizada la guerra, con entre 20.000 y 35.000 bajas para Irak, la ONU dio inicio a una serie de sanciones económicas que tenían como finalidad hacer colapsar al régimen baazista. A lo largo de la década de 1990, la situación del país empeoró, pero empezó a recuperarse a principios del siglo XXI porque muchos Estados ignoraron las sanciones de la ONU. A raíz de los atentados del 11 de septiembre de 2001, Estados Unidos inició una guerra global contra el terrorismo y calificó al gobierno de la Irak baazista como parte de un "Eje del mal". En 2003, las fuerzas de una coalición liderada por los Estados Unidos invadieron Irak en marzo, provocando el derrocamiento del gobierno de Hussein un mes más tarde. Irak permaneció ocupado hasta la formación de un nuevo gobierno.

## Historia

### Golpe de Estado de 1968
En contraste con los anteriores golpes de Estado en la historia de Irak, el golpe de 1968, conocido como "Revolución del 17 de julio", era, de acuerdo con Con Coughlin, "un asunto relativamente civil". El golpe empezó la mañana del 17 de julio, cuando algunas unidades militares de la Guardia Republicana Iraquí y civiles baazistas tomaron varios edificios clave gubernamentales y militares de Bagdad, entre ellos el Ministerio de Defensa, la estación de energía eléctrica, estaciones de radio, todos los puentes de la ciudad y una serie de bases militares. Todas las líneas telefónicas fueron cortadas a las 3:00, momento en el cual varios tanques se detuvieron frente al Palacio Presidencial. Abdul Rahman Arif, entonces Presidente, se enteró del golpe en primer lugar cuando uno de los miembros de la Guardia Republicana Iraquí comenzó a disparar al aire. Ahmed Hasan al-Bakr fue quien informó a Arif de su situación desde el centro de comunicaciones militar. Arif pidió más tiempo, pero luego de buscar apoyos infructuosamente se rindió y presentó su renuncia a al-Bakr, el cual en agradecimiento garantizó su seguridad. Dos diputados de Arif, Hardan al Tikriti y Saleh Omar al-Ali, fueron los encargados de dar al depuesto presidente el mensaje en persona. Arif, su esposa y su hijo partieron al exilio en el primer vuelo disponible. Más tarde, esa mañana, una emisión baazista anunció la formación de un nuevo gobierno. El golpe se llevó a cabo con tal facilidad que no se perdieron vidas.
El golpe tuvo éxito principalmente debido a las contribuciones hechas por el ejército iraquí; el Partido Baaz no era lo suficientemente fuerte como para tomar por sí mismo el control del país. El Partido logró hacer un trato con Abd ar-Razzaq an-Naif, jefe adjunto de la inteligencia militar, y con Ibrahim Daud, jefe de la Guardia Republicana. Tanto Daud como Naif tenían pocas esperanzas en el gobierno de Arif, pero sabían que los baazistas eran necesarios para que un golpe de Estado militar tuviera éxito. Naif fue nombrado primer ministro de Irak como recompensa y Daud recibió el puesto de ministro de Defensa. Sin embargo, ambos fueron posteriormente exiliados por al-Bakr, Naif a Marruecos y Daud a Arabia Saudita. Naif fue asesinado en 1978 por orden de Hussein, luego de un atentado previo contra su vida en 1973. Tanto al-Bakr como Hussein habían decidido en una reunión secreta que liquidarían a Naif y Daud "antes o después de la revolución".

### Gobierno de al-Bakr (1968-1979)

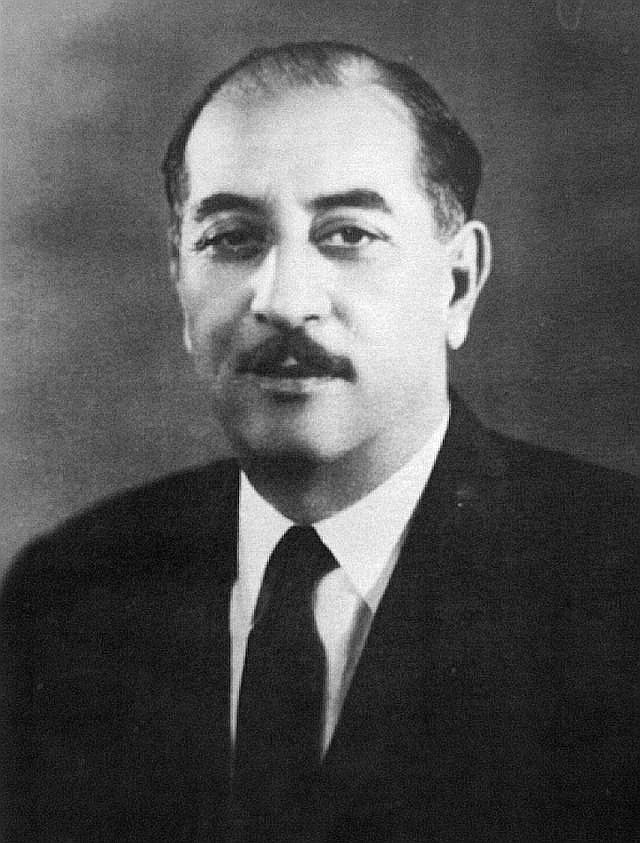
Ahmed Hasan al-Bakr, primer presidente de la Irak baazista.

La mayor parte del período inicial de 1968 fue utilizada por al-Bakr para reprimir cualquier pensamiento no baazista. Por ejemplo, dio comienzo una campaña anticomunista en contra de Gamal Abdel Nasser (Presidente de Egipto) por orden de Hussein. Varias pantallas de espionaje fueron creadas por el gobierno y a los espías atrapados se los acusó de formar parte de una "conspiración sionista contra el Estado. El Partido Comunista Iraquí (PCI) se mostró escéptico ante el gobierno baazista, y muchos de sus miembros se acordaban de una campaña anticomunista iniciada en 1963 por dicho Partido. Después de tomar el poder, al-Bakr ofreció al PCI puestos dentro de su gabinete, pero el partido se negó. La respuesta del presidente fue iniciar una sistemática y silenciosa represión contra los comunistas. El Partido Baaz consideraba peligroso al Partido Comunista, más de lo que realmente era, por lo que alternativamente lo perseguían y luego lo aceptaron como parte del Frente Nacional Progresista (1973-1974). En 1969, Aziz al-Haji se separó del Partido Comunista y desató lo que el Partido Baaz reconoció como una "guerra contrarrevolucionaria", que fue rápidamente aplastada, obligando a al-Haji a retractarse públicamente de sus creencias. Otro motivo para mantener el anticomunismo en secreto era el hecho de que gran parte del Partido Baaz simpatizaba con el comunismo y el socialismo, y en esa etapa inicial ni Hussein ni al-Bakr tenían suficiente poder para tomar una decisión tan impopular mientras clamaban, por lo menos exteriormente, apoyar el "socialismo radical".
Por la década de 1970, el poder de Hussein sobre el Partido Baaz creció considerablemente, convirtiéndose de facto en líder del país, aunque al-Bakr se mantuvo como Presidente de la República, Secretario General del Partido y presidente del Consejo de Comando Revolucionario. En 1977, luego de una ola de protestas chíies, al-Bakr renunció al Ministerio de Defensa y le cedió el puesto al cuñado de Hussein, Adnan Jairallah. Este nombramiento fue el punto de inflexión del cambio de poder en el Partido Baaz. Mientras Hussein ascendía, al-Bakr estaba en franco descenso. Empezaron a circular por el país rumores sobre la mala salud del presidente hasta que, para finales del año 77, al-Bakr no controlaba el gobierno prácticamente en nada, dejando a Hussein a cargo de todo. El motivo por el cual Hussein no se encargó de nombrarse mandatario de jure hasta 1979 fue porque quería primero librarse del Partido Comunista Iraquí, sus principales opositores debido a su campaña anticomunista. Para cuando al-Bakr renunció y le entregó el poder a Sadam, todos los principales líderes del Partido Comunista ya habían sido expulsados del país, se encontraban en prisión o habían sido ejecutados. Antes de exigir la renuncia de al-Bakr, Hussein se encargó también de eliminar las facciones baazistas que se opusieran a él a lo largo del año 1978. Hussein criticó duramente los Acuerdos de Camp David entre Anwar Sadat de Egipto y el Estado de Israel.
En respuesta a la revolución iraní, liderada por el Ayatollah Khomeini, los chiíes se rebelaron contra el gobierno baazista, al que consideraban "predominantemente suní". Esto condujo a la caída del Partido Baaz en algunas zonas del país. El 16 de julio de 1979, a once años de la revolución de 1968, en un golpe palaciego Hussein forzó a al-Bakr a dimitir y se quedó con los pocos cargos que a este le quedaban (Presidente, Secretario General del Partido y presidente del Consejo de Comando Revolucionario). Izzat Ibrahim al-Duri fue nombrado Vicepresidente del Consejo de Comando Revolucionario (que de facto vendría a ser Vicepresidente o segundo al mando del país). Hubo rumores de que al-Bakr, con ayuda de los baazistas opositores a Sadam, tenían pensado designar como sucesor a Hafez al-Assad (Presidente de Siria). Inmediatamente después de que Hussein se hizo con el poder, más de sesenta miembros del Partido Baaz fueron acusados de apoyar los intereses del mandatario sirio y de colaborar con una conspiración baazista "antiiraquí", en pro del Partido Baaz de Damasco.

### Gobierno de Sadam Huseín (1979 - 2003)

#### Primeros años, guerra Irán-Irak y sus secuelas (1979-1990)

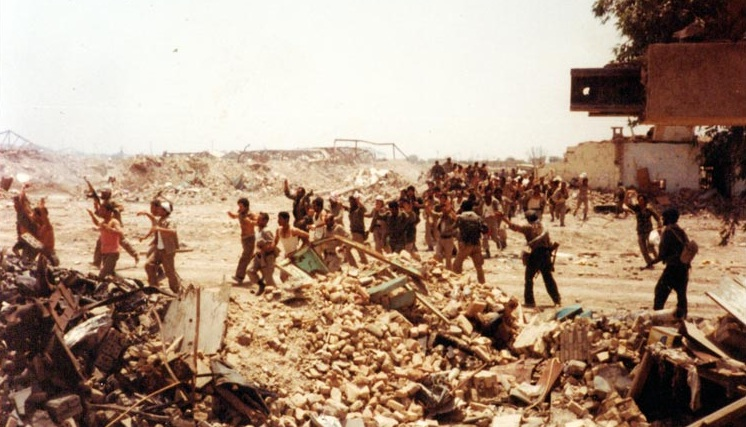
Iraquíes hechos prisioneros de guerra durante la guerra Irán-Irak.

Una vez asumió la presidencia, Hussein inició un destacable culto a la personalidad en torno a él. Fue representado como Padre de la Nación y, por extensión, del pueblo iraquí. Se crearon instituciones nacionales, como la Asamblea Nacional, para reforzar la imagen del dictador mediante propaganda mediática. El propio Partido Baaz colaboró con este culto a la personalidad, y para el año 1979, había fundado organizaciones encargadas de distribuir literatura pro-Sadam. La campaña de propaganda no calmó las tensiones con los chiíes, y el establecimiento de la República Islámica de Irán influyó en este grupo minoritario a rebelarse contra el gobierno suní. Si bien Hussein intentó inicialmente establecer relaciones cordiales con Irán, las diferencias ideológicas no pudieron sortearse. Mientras que Irán estaba ahora gobernado por islamistas chiíes, el gobierno de Irak era secular y sus cabecillas religiosos eran mayoritariamente suníes. Irán se preocupó por el maltrato del gobierno de Hussein a los islamistas chiíes de Irak, lo que deterioró la relación. A principios de 1980, varios choques fronterizos ocurrieron entre ambos países. Irak consideraba que, después de la revolución, Irán, anteriormente reconocida como potencia militar regional, se habría convertido en un Estado débil debido a que gran cantidad de oficiales y soldados habían sido expulsados por sus ideas políticas.
Hussein suponía que la guerra contra Irán terminaría en una rápida victoria. El plan del dictador era mejorar la posición de Irak en el Golfo Pérsico y en el mundo árabe. Una victoria supondría restaurar el control de Irak sobre la región de Shatt al Arab, que había perdido ante el país persa en 1975. Sadam derogó el Tratado de 1975, que garantizaba la soberanía de Irán sobre la región, y realizó varios ataques preventivos contra el país vecino, invadiéndolo finalmente el 22 de septiembre de 1980. Hussein supuso que el gobierno iraní se rendiría rápidamente con el fin de sobrevivir. Esta visión no solo era defectuosa, sino que sobreestimaba la fuerza del ejército iraquí. Irán veía la invasión como un logro, y su victoria sería una demostración de gloria para la revolución.
Hussein jamás admitiría su error y siguió sosteniendo hasta el final de la guerra que su ejército podía hacer colapsar al gobierno iraní, continuando la guerra por una simple cuestión de "honor nacional". En 1982, Irán contraatacó y logró expulsar a los iraquíes de Shatt al Arab. Se estima que 40 000 iraquíes o más fueron hechos prisioneros de guerra. Esta derrota supuso un duro golpe para Irak. El Consejo del Comando Revolucionario se reunió en una sesión extraordinaria, sin Sadam presente, para discutir la posibilidad de negociar un alto al fuego con Irán, cosa que hizo sin el consentimiento de Hussein, pero que Jomeini rechazó de plano. Si la propuesta hubiera sido aceptada, Hussein no hubiera podido sobrevivir políticamente y habría renunciado porque el Consejo del Comando y la Asamblea Nacional estaban a favor del alto al fuego. Hubo rumores de que Hussein dimitiría y le devolvería el puesto a al-Bakr, pero esto no sucedió y el expresidente falleció en extrañas circunstancias ese mismo año.
Irán comenzó a usar numerosa infantería pobremente armada. En este tipo de guerra tenía ventaja sobre su enemigo, pues Irán tenía entonces 54 millones de habitantes e Irak solo 18 millones. Los iraquíes compensaron su inferioridad numérica con el uso de armas químicas. Entre 1983 y 1988, años de constantes ofensivas iraníes contra Basora, murieron 60 000 personas. Los años más decisivos fueron 1985 y 1986. Con la ayuda de grandes donaciones y préstamos de los países árabes de la región del golfo Pérsico (sobre todo Arabia Saudí), y el suministro de armamento (entre otros, de la Unión Soviética, Estados Unidos y Francia), Irak resistió en tierra, mientras su fuerza aérea atacaba ciudades iraníes e instalaciones petrolíferas en el golfo Pérsico. Irán tomó represalias contra los países que apoyaban a Irak, mientras que Sadam Huseín buscaba implicar a otros países en el conflicto. En 1987, Estados Unidos y otras potencias asumieron la responsabilidad de proteger el tránsito de buques petroleros en el golfo Pérsico. Irak recibió apoyo técnico y armas de Estados Unidos. Sus armas químicas fueron producidas con materiales de doble uso otorgados por Estados Unidos y algunas compañías alemanas.
Hacia 1988, Irán aún continuaba la guerra, pero las fuerzas iraquíes lanzaban algunas ofensivas exitosas. En julio de 1988, ambos países se vieron forzados a aceptar la Resolución 598 adoptada por el Consejo de Seguridad de las Naciones Unidas, al ver que ninguno de los dos bandos podía vencer en el conflicto. Finalmente se llegó a la paz el 20 de agosto de 1988, sobre la base del mantenimiento de la situación territorial anterior al enfrentamiento bélico (véase: Statu quo ante bellum). Se calcula que la guerra se saldó con un millón de muertos (el 60% de ellos iraníes) y casi dos millones de heridos, además de enormes gastos materiales que dejaron la economía de ambos combatientes en una situación muy precaria. Para Irak, el final de la guerra fue mucho más aplastador, pues había hecho enormes deudas para financiar el conflicto y no podía pagar a todos sus acreedores. Terminada la guerra, debió centrarse además en el Kurdistán iraquí, que se había rebelado aprovechando la inestabilidad. Hussein nombró a su primo Ali Hassan al-Mayid jefe militar del Kurdistán, y este utilizó armas químicas contra la población civil.

#### Guerra del Golfo Pérsico (1990-1991)

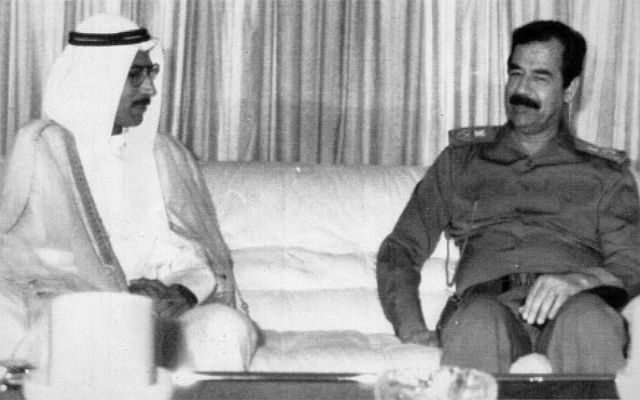
Sadam junto a Alaa Hussein, primer ministro del Estado conocido como República de Kuwait.

En las secuelas de la guerra, con Irak devastada económicamente, otro país fronterizo, el pequeño Emirato de Kuwait, aumentó intencionadamente la producción de petróleo del país, lo que llevó a una disminución de los precios internacionales. Debido a que Irak necesitaba mantener los precios altos para saldar su descomunal deuda externa, Sadam amenazó al gobierno kuwaití con invadirlos si no bajaban los precios. Arabia Saudita convenció al pequeño Emirato de cumplir con los pedidos de Hussein, en gran parte alarmados por el poder militar del dictador iraquí. Sin embargo, cuando Kuwait disminuyó su producción, Venezuela aumentó la suya. Sadam ordenó entonces la invasión de Kuwait con el objetivo de anexarse el país vecino como si fuera una provincia más. Ya anteriormente Kuwait era considerado por muchos iraquíes como una parte más de Irak. El 18 de julio de 1990, Hussein exigió a Kuwait que pagara por el petróleo extraído, aparentemente, en territorio iraquí, y que anulara la deuda externa que tenía con ellos. Kuwait, sin embargo, no lo hizo, lo que precipitó la invasión del Emirato el 2 de agosto, que terminó con el exilio del Emir Yaber Al-Ahmad Al-Yaber Al-Sabah, y el asesinato de su hermano, el jeque Fahd Al-Ahmad. Dos días más tarde, se instauró un gobierno títere conocido como "República de Kuwait", con Alaa Hussein como primer ministro.
La invasión, llevada a cabo ante la sorpresa mundial, tuvo pronto una reacción de condena internacional. El Consejo de Seguridad de la ONU promulgó el mismo día 2 de agosto la Resolución 660 en el que instaba a Irak a retirarse de Kuwait y volver inmediatamente al statu quo anterior a la invasión. Esto, sin embargo, fue completamente ignorado y el 28 de agosto, la República de Kuwait declaró su anexión formal a Irak como provincia, la Gobernación de Kuwait. Se formó entonces una coalición internacional para atacar Irak y recuperar Kuwait, que desató la guerra del Golfo Pérsico el 15 de enero de 1991 (cumplido el plazo que las Naciones Unidas daban a Irak para retirarse de Kuwait si no deseaba una respuesta militar). La guerra dio como resultado la victoria de las fuerzas de la coalición. Las tropas iraquíes abandonaron Kuwait el 28 de febrero, dejando un saldo muy alto de víctimas humanas. Las principales batallas fueron combates aéreos y terrestres dentro de Irak, Kuwait, y en la frontera entre Kuwait y Arabia Saudita. La guerra no se expandió fuera de la zona de Irak, Kuwait, y Arabia Saudita, aunque algunos misiles iraquíes llegaron a ciudades israelíes. Al momento de su retirada, el ejército iraquí saboteó los pozos petroleros de Kuwait, lo cual afectó severamente la economía del pequeño Emirato y provocó incendios masivos.

#### Década de 1990: Campaña de la Fe
El 24 de febrero (un par de días antes de que Irak se rindiera), radios de Arabia Saudita transmitían mensajes en los que instaban al pueblo iraquí a rebelarse contra Sadam. Quien hablaba por la radio era Salah Omar al-Ali, quien antes fuera miembro del Partido Baaz y dirigente del Consejo del Comando de la Revolución. Al-Ali instó a los iraquíes a derrocar al "peor criminal y tirano de Irak". Creyendo que Estados Unidos estaba de su lado, se inició un levantamiento nacional contra Hussein en marzo de 1991, cuando el país se encontraba débil después de la guerra, que fue duramente reprimido. Miles de personas fueron exiliadas a Turquía o Irán, lo que desató quejas de ambos países. En respuesta, las Naciones Unidas obligaron al régimen baazista a aceptar la entrada de organizaciones humanitarias al país, y a permitirles hacer un informe abierto sobre derechos humanos. Tras el conflicto de Kuwait, la ONU impuso también a Irak un severo embargo que produjo gravísimos trastornos sociales y económicos en el país. En julio de 1992, aviones británicos y estadounidenses despegaron desde Turquía y quemaron cultivos en Irak. El 30 de junio de 1993, Estados Unidos bombardeó Irak en represalia por una supuesta conspiración para asesinar al Presidente George Bush.
A partir de ese mismo año, 1993, el régimen baazista se embarcó en la llamada "Campaña de la Fe", bajo supervisión de Izzat Ibrahim al-Duri, que tenía como objetivo ganar el apoyo popular mediante el regreso al islam en las políticas sociales, después de varias décadas de un gobierno que se declaraba secular y laico. Se cambió el lema nacional por "Allahu Akbar" (así como también se agregó esta frase, conocida como Takbir, a la bandera iraquí). El Ministerio de Asuntos Religiosos comenzó a promover la literatura islámica y a permitir la reparación de mezquitas y celebración de ceremonias (aunque estrictamente de carácter suní). Esto redujo considerablemente la oposición al régimen por parte de islamistas suníes. Una estación de radio, al-Corán al-Karim Radio, se creó para ampliar y promover el islam a la sociedad iraquí.
Se aplicaron pequeños preceptos de la Sharia (ley islámica) en el sistema judicial, exigiendo a los jueces a estudiar jurisprudencia islámica. Los establecimientos que vendieran alcohol o incurrieran en juegos de azar fueron cada vez más restringidos y cerrados a finales de los 90. La prostitución pasó a castigarse con la muerte. En 2001, se impuso esta misma condena para los homosexuales reincidentes. A pesar de que la homosexualidad siempre fue un tabú en Irak, Hussein se había negado a criminalizarla para preservar el carácter laico de su gobierno, aunque el Partido Baaz normalmente hacía redadas en locales considerados para homosexuales. Los ladrones eran castigados con amputación, y el artículo 111 del código penal legalizaba los crímenes de honor, que permitían a un padre matar a sus hijos por el honor de la familia. Todos estos artículos fueron eliminados de la constitución iraquí tras la caída del régimen baazista, aunque aún suelen cometerse crímenes de honor en Irak. Los chiíes, que se oponían a la Campaña de la Fe por considerarla una declaración directa del predominio suní, fueron tratados como Rafidah (término despectivo de los suníes para referirse a ellos) y comúnmente perseguidos y desacreditados. Varias facciones del régimen también se oponían a la Campaña, ya que rechazaba de forma explícita el laicismo del Partido.
La política internacional, sin embargo, continuó igual. Del 16 de diciembre al 19 de diciembre de 1998, mientras en EE. UU. arreciaba el "Escándalo Lewinsky", EE. UU. y Reino Unido llevaron a cabo sobre Irak una serie de bombardeos a la que llamaron Operación Zorro del Desierto. Por último, tras el asesinato de Mohamed Sadeq al-Sadr por las fuerzas de seguridad iraquíes, en 1999, el país enfrentó otro período de disturbios.

### Invasión y colapso del régimen baazista (2003)

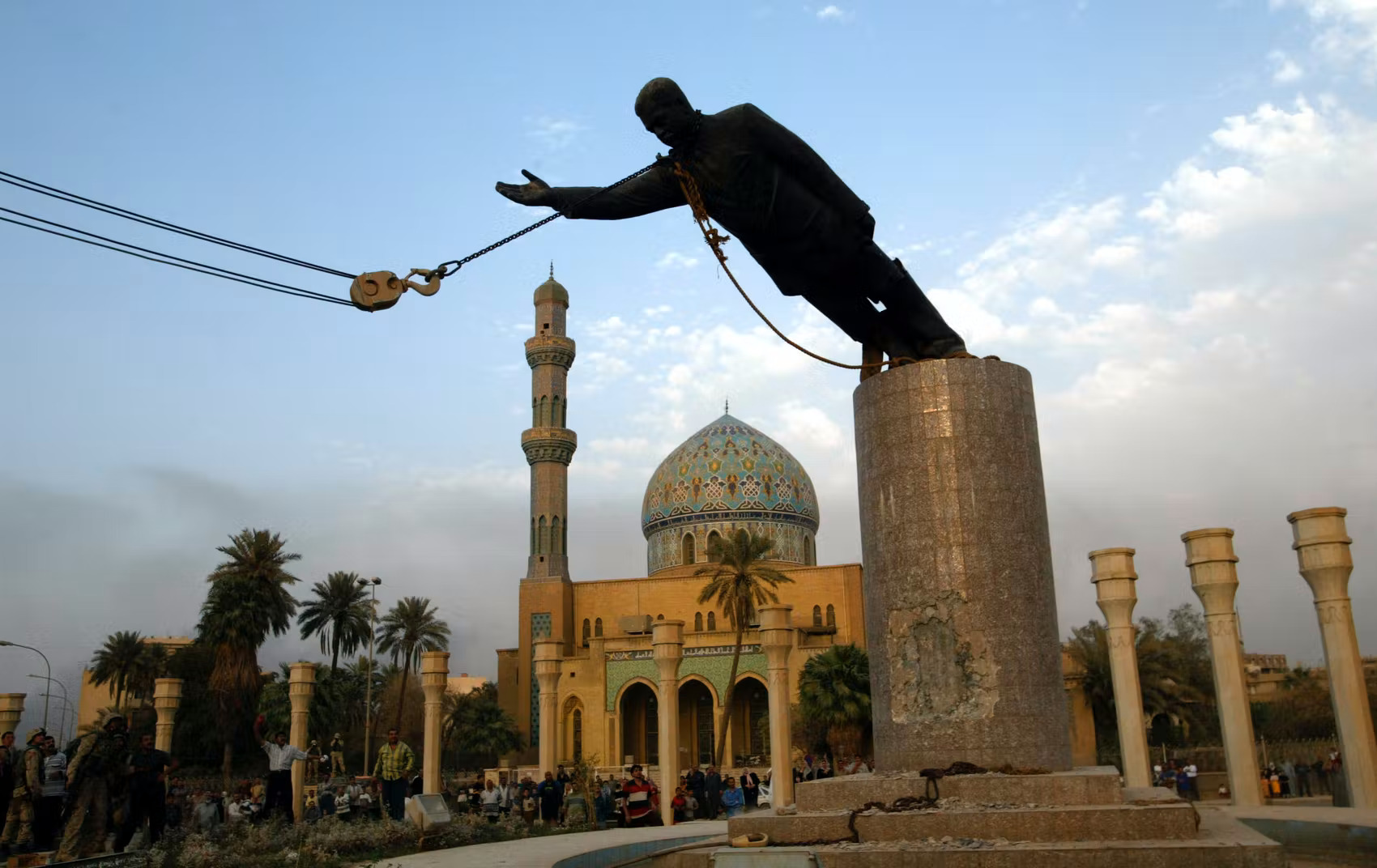
Destrucción de la estatua de Sadam Huseín durante la invasión de Irak de 2003.

Meses después del inicio de la invasión y ocupación estadounidense de Afganistán, el presidente de Estados Unidos, George W. Bush, situó a Irak dentro de lo que denominó como eje del mal, un término reminiscente al eje Eje Roma-Berlín-Tokio o equiparable al Telón de Acero durante la Guerra Fría. Además acusó al gobierno de Sadam Huseín de tener armas de destrucción masiva, y de tener vínculos con Al Qaeda, vínculos que tampoco han podido confirmarse. El 29 de noviembre de 2001 se aprobaba la lista de artículos que las próximas inspecciones examinarían y su procedimiento de análisis, y fijaba en el 30 de mayo de 2002 la fecha en la que se comenzaría a aplicar. Asimismo se subrayaba la obligación de Irak de cooperar con la aplicación de las resoluciones. En el 2007 Alan Greenspan, expresidente del banco central estadounidense (la Reserva Federal), aseguró en su libro de memorias que el verdadero motivo para invadir Irak no eran las razones expresadas públicamente relativas a las supuestas armas de destrucción masiva y acabar con las supuesta relación entre el gobierno baasí iraquí y la organización guerrillera Al Qaeda; sino controlar las reservas de petróleo y evitar que la Unión Europea o potencias emergentes como China e India se acercaran a esas gigantescas reservas de petróleo.
Tras presionar al Consejo de Seguridad de Naciones Unidas con la presentación de supuestas pruebas, para que aprobara una resolución apoyando explícitamente la invasión, el presidente de los Estados Unidos, George W. Bush obtuvo el apoyo de un grupo de países para formar una alianza que invadiese Irak para derrocar al gobierno de Sadam Huseín. Esta coalición, que se autodenominó Coalición de la voluntad, estaba formada por los gobiernos de Estados Unidos, el Reino Unido, España, Portugal, Italia, Polonia, Dinamarca, Australia y Hungría. El 20 de marzo de 2003, sin que mediara declaración de guerra por alguna de las partes, comenzó el ataque de la coalición contra Irak. Con la intención de defender al país, Sadam Huseín ordenó dividir Irak en cuatro secciones y encargó la defensa de cada región a una persona de su entera confianza. Para combatir, los iraquíes disponían, en teoría, de un ejército de 327 000 hombres, 400 000 reservistas y 2.200 carros de combate de origen ruso y chino, de los cuales unos 700 eran T-72, 500 T-62, 500 T-54/T-55, 350 Tipo 69 y 150 Tipo 59. Para misiones de reconocimiento, los iraquíes contaban con una gran variedad de vehículos ligeros de diversos orígenes que ascendían a 500 unidades, entre los que se encontraban 100 tanques anfibios PT-76, mientras que el resto se componía de BRDM-2 con misiles 9K11 Malyutka, ERC-90 Sagaie, Panhard AML-90, EE-9 Cascavel, EE-3 Jararaca, OT-65 Otter, FV 601 Saladin y FV 701 Ferret. Además, las fuerzas mecanizadas tenían en su inventario 3300 transportes blindados, habiendo 900 BMP-1 y BMP-2, siendo el resto M-113, BTR-152, BTR-50, BTR-60, M3 Panhard, EE-11 Urutu, OT-62 y OT-64. La artillería remolcada poseía cañones Oto Melara M-56 de 105 mm, D-74, D-30 y M-30 de 122 mm, M-46 y Tipo 59 de 130 mm, ML-20 y D-1 de 152 mm, y G5, GHN-45 y M-114 de 155 mm, sumando un total de 1900 piezas. 3000 cañones antiaéreos, entre 640 y 760 lanzaderas de misiles antiaéreos, entre 70 y 90 helicópteros de combate y 300 aviones de combate de los cuales la mitad estaban fuera de servicio debido a la falta de reparaciones y mantenimiento adecuado. La mayoría de estos aparatos eran Mikoyan-Gurevich MiG-21, MiG-23 y MiG-25 de fabricación soviética y una cincuentena de Mirage F-1 franceses. Antes de la guerra, el ejército iraquí había hecho destruir varios de sus misiles Al-Samud como muestra de cooperación en un intento por detener el conflicto.

Invasión de Irak.

La invasión terminaría con la caída de Bagdad. Para la defensa de la capital, el Alto Mando iraquí tomó la decisión de formar dos anillos defensivos alrededor de la ciudad usando a la Guardia Republicana. La División Medina fue emplazada al sur para combatir contra las fuerzas estadounidenses mientras que la División Hammurabi fue desplegada en el norte para contener a los kurdos. Cada división contaba con 10 000 soldados, 200 tanques T-72, 200 blindados BMP-2, 50 cañones Howitzer GH-45 y artillería ligera. Los soldados habían cavado trincheras en la periferia de la ciudad, los blindados habían sido colocados en garajes y zonas arboladas para protegerlos de los ataques aéreos y se habían provocado algunos incendios para dificultar la visibilidad de los aviones y los satélites. Todo hacía suponer que los invasores habrían de combatir casa por casa para tomar la capital, pero eso no ocurrió así. Al llegar a los tan temidos anillos defensivos apenas si se encontró oposición destacable. Muchos aseguran que la Guardia Republicana no presentó pelea debido a los demoledores bombardeos estadounidenses contra las líneas iraquíes y a la deserción masiva de las tropas; otros sostienen que los comandantes dieron la orden a sus soldados de retirarse y mezclarse entre la población para continuar la lucha mediante una guerra de guerrillas que ya se estaba organizando. Tras la desarticulación de la mayor parte de las fuerzas iraquíes, el aeropuerto de Bagdad fue controlado por los invasores después de unos breves combates donde un A-10 Thunderbolt estadounidense quedó fuera de combate. Más tarde, los estadounidenses realizaron incursiones de tanteo con columnas de blindados a través de las calles Bagdad y luego se tomó la decisión de entrar en bloque y capturar la capital.
Finalmente, el 1 de mayo de 2003, Bagdad cayó ante las fuerzas de la Coalición, provocando el derrocamiento de Sadam Huseín, y poniendo fin al período de la Irak baazista, dando paso a una autoridad provisional que formaría un nuevo gobierno democrático a finales de 2004. Hussein sería capturado ese mismo año, y ejecutado en la horca en diciembre de 2006.

## Política

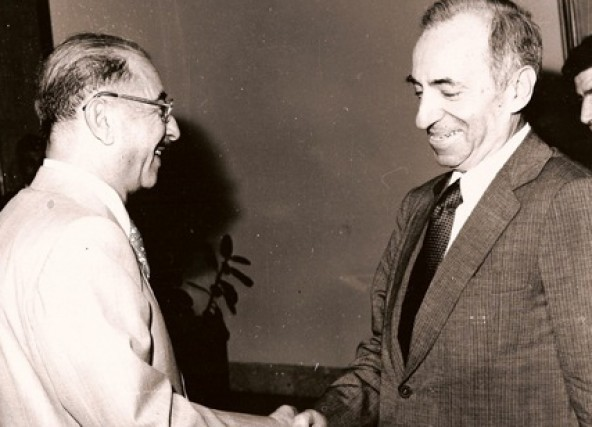
Ahmad Hasan al-Bakr le da la mano a Michel Aflaq, fundador de la ideología baazista.

La constitución iraquí de 1970 declaraba que Irak estaba en una fase de desarrollo. En la ideología baazista, la etapa de transición es el momento en el que el pueblo debe unirse para crear una nación árabe. El fin de la era de transición estaría marcado por una constitución permanente, mientras que la de 1970 sería solo temporal. El Partido Baaz dominaba todas las instituciones gubernamentales, y el órgano legislativo principal del país era el Consejo del Comando Revolucionario. Este también era controlado por los baazistas, y todos sus miembros debían ser antes también miembros del Comando Regional del Partido Baaz. Sadam Huseín, como Presidente de Irak, también fue Presidente del Consejo del Comando Revolucionario. Todas las decisiones del Consejo debían aprobarse por voto, y una proposición solo podía ser promulgada si dos tercios del Partido estaban a favor. Existía también una Asamblea Nacional que era elegida democráticamente por el pueblo. El problema era que el Consejo tenía la autoridad para decidir cuanto poder tendría la Asamblea Nacional en la toma de decisiones.. Cabe destacar que Irak alcanzó uno de los niveles de alfabetización más altos del mundo árabe y consiguió estructurar un sistema de sanidad pública que llegó a estar a la altura del de muchos países occidentales, con las evidentes ventajas que esta situación supuso para las mujeres que vivían en estos estados. Sadam Huseín fue el primer líder árabe en incluir a la mujer en el estado otorgándolas derechos en términos de igualdad, junto a los hombres y la posibilidad de acceder a la Administración Pública y al Parlamento.
La constitución de 1970 proclamó la Irak baazista como "una república soberana popular y democrática" dedicada a la creación de una sociedad basada en el baazismo. A pesar de que el estado era oficialmente laico, y que la libertad de religión era tolerada, el islam continuó siendo la religión oficial en la práctica. Los recursos naturales y los medios de producción eran definidos nominalmente como del pueblo iraquí, y el gobierno era responsable de la dirección y planificación de la economía. Si el presidente del Consejo del Comando moría o quedaba incapacitado para ejercer sus funciones, el vicepresidente ocupaba su lugar, siendo también, de facto, Vicepresidente del país. Solo hubo dos Vicepresidentes del Consejo del Comando Revolucionario en la Irak baazista: Hussein (1968 - 1979) e Izzat Ibrahim al-Duri (1979 - 2003).

## Economía

### Economía planificada
Dado que no tenía una política económica propia, el Partido Baaz, cuando tomó el poder en 1968, permitió que el Plan Quinquenal establecido por el régimen anterior en 1965 continuara hasta su fecha de finalización en 1969.
El Consejo del Mando Revolucionario (CMR) decidió por  mediados de la década de 1970 para modificar el sistema de planificación; en lugar de crear Planes Quinquenales estables (como se había hecho anteriormente), se debía crear un plan de inversión anual.  
Cada año, el CMR se reunía para crear una inversión para el año siguiente; por ejemplo, hubo planes de inversión separados para 1976 y 1977. Otro cambio es que el borrador final del plan no fue aceptado por la élite económica más alta sino por la CMR, la élite política. En 1976 (como una ruptura con la nueva tendencia) la CMR introdujo el Plan Nacional de Desarrollo, que iba a durar de 1976 a 1980. A diferencia de los planes anteriores, las cifras de asignación de inversiones sectoriales no se hicieron públicas.

### Crecimiento económico y prosperidad
La Compañía Petrolera de Irak (Iraq Petroleum Company o abreviada como IPC), la compañía petrolera más grande de Irak, era una empresa privada. En marzo de 1970, la IPC se vio obligada a ceder el 20% de la empresa al gobierno.
La nacionalización total de la IPC se produjo después de que la empresa redujera su producción de petróleo a la mitad en  marzo de 1972;  la decisión, a corto plazo, obstaculizaría el crecimiento económico de Irak. La nacionalización eliminó el último elemento restante del control extranjero sobre Irak y fue popular entre el pueblo iraquí.  
El gobierno anticipó una pérdida de ingresos, y por lo tanto envió a Sadam Huseín a la Unión Soviética para negociar un tratado.  La visita fue un éxito y terminó con la firma del Tratado de Amistad y Cooperación' entre Irak y la Unión Soviética y el establecimiento de un acuerdo comercial. El acuerdo comercial establecía que la Unión Soviética compraría parte del petróleo de Irak para suavizar el golpe anticipado que tendría sobre las exportaciones de petróleo de Irak. La firma de un tratado con la Unión Soviética dio lugar a una visita de Alexei Kosygin (Presidente del Consejo de Ministros)  y el nombramiento de dos ministros del gabinete del Partido Comunista Iraquí.
Después de la nacionalización de la IPC, los ingresos petroleros de Irak aumentaron de 219millones de ID en 1972 a 1700 millones de ID en 1974, 3700 millones de ID en 1978 y a 8900 millones de ID en 1980, en más de 40 veces en menos de una década. Con el éxito de la revolución iraní, Irak se convirtió en el segundo mayor exportador de petróleo del mundo. El aumento de las exportaciones de petróleo rejuveneció la economía del país;  casi todos los índices económicos aumentaron a niveles sin precedentes.  
De 1970 a 1980, la economía de Irak creció un 11,7%. Durante la guerra entre Irán e Irak, la capacidad de exportación de petróleo de Irak disminuyó y el precio del petróleo disminuyó simultáneamente. El crecimiento de la década de 1970 no fue sostenible. La economía dependía de los altos precios del petróleo y de las capacidades de exportación de petróleo de Irak; una vez que el petróleo estuviera fuera de escena, el crecimiento de Irak disminuiría drásticamente (incluso más durante una guerra).
El Plan Nacional de Desarrollo (1976-1980) terminó con un aumento del 11%. La guerra entre Irán e Irak detendría el desarrollo económico de Irak y conduciría al estancamiento económico visto durante el gobierno posterior de Saddam. Cuando Irak implementó sus planes para bombardear Irán, Irán tomó represalias bombardeando las instalaciones petroleras de Irak. A finales de año, las exportaciones de petróleo de Irak habían disminuido en un 72 % debido a la estrategia de bombardeo de Irán.
En términos de ingresos reales, las exportaciones de petróleo como ingresos del gobierno disminuyeron de $26,100 millones en 1980 a $10,400 millones en 1981. Con las instalaciones petroleras en el golfo Pérsico destruidas, el régimen iraquí no tuvo más remedio que  exportar petróleo por tierra, que era mucho más caro. Otros problemas fueron la erosión gradual de la moneda fuerte del gobierno y su creciente deuda externa.

### Decadencia y crisis
Al comienzo de la guerra, el gobierno iraquí tenía una reserva monetaria de 35.000 millones de dólares y la tasa de crecimiento anual era del 27,9%. Durante los primeros años de la guerra, se siguieron ambiciosos planes de desarrollo; Debido al alto gasto militar (que se acerca al 50% del PIB en 1982), la economía iraquí comenzó a mostrar signos de bancarrota a mediados y finales de la década de 1980.  La guerra le había costado al gobierno iraquí 226 mil millones de dólares, lo que a su vez había llevado a una asombrosa deuda externa de entre 80 y 100 mil millones de dólares. La tasa de aumento de la deuda se estimó en 10000 millones al año. 
Otro problema que enfrentaba el régimen estaba en la agricultura; la mano de obra se había agotado durante los años de la guerra y la producción agrícola se desplomó.  La situación se volvió aún más sombría después de la guerra. El ministro de relaciones exteriores Tariq Aziz reconoció que la situación se había vuelto tan mala que el gobierno iraquí no podía pagar los alimentos que había importado. Los antiguos acreedores extranjeros se mostraron reacios a prestar dinero a Irak debido a que la economía estaba al borde de la bancarrota.

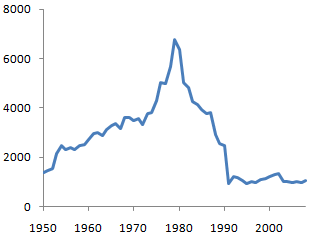
PIB per cápita en Irak de 1950 a 2008.

Cuando comenzó la guerra, Saddam fue ampliamente citado diciendo que Irak enfrentó la guerra con un suministro de dos años "de todos los productos básicos"; esto resultó cierto. A partir de octubre de 1982, los activos extranjeros de Irak comenzaron a disminuir a medida que el gobierno no pagaba sus préstamos. Al final de la guerra, la reserva monetaria de Irak se había agotado y los precios internacionales del petróleo no eran tan estables (altos) como lo habían sido durante la década de 1970. La economía aún gozaba de buena salud a fines de 1982, debido al gasto del gobierno en grandes programas de desarrollo. Antes de la guerra, la fuerza laboral de Irak era de cinco millones. Durante la guerra, un millón fueron movilizados en la guerra contra Irán. Del millón enviado a la guerra, 100.000 murieron.  La escasez de mano de obra condujo al estancamiento;  para llenar el vacío, se contrató a un número cada vez mayor de mujeres.
Hubo un cambio en la producción industrial durante la guerra de bienes de consumo a bienes militares.  Los programas sociales que se habían establecido en la década anterior comenzaron a deteriorarse y el nivel de vida promedio disminuyó.
A mediados y fines de la década de 1980, los precios internacionales del petróleo colapsaron. La Organización para los Países Exportadores de Petróleo (OPEP) estableció un sistema de cuotas en el que el precio internacional del petróleo (para sus miembros) se estableció en US $ 18 por barril. Este sistema no funcionó, ya que Kuwait y Emiratos Árabes Unidos (EAU) no siguieron la política de la OPEP y continuaron inundando el mercado con su petróleo.
El resultado fue que los precios internacionales del petróleo todavía estaban en el nivel de la década de 1970. En octubre de 1988, debido a Kuwait y los EAU, los precios internacionales del petróleo habían caído a $12 dólares por barril. En las secuelas de la guerra Irán-Iraq, Iraq se había vuelto más dependiente de los precios del petróleo. Kuwait y las políticas petroleras de los EAU se pudieron sentir en 1990, cuando los precios internacionales del petróleo disminuyeron a US $ 13,67 por barril. Esta vez, la repentina caída en los precios del petróleo desencadenó reacciones en Irak; En al-Thawra , el periódico del partido Baaz, el ministro de Relaciones Exteriores, Aziz, criticó a Kuwait y las políticas petroleras de los EAU.
Debido a la repentina caída, Saddam afirmó en una conferencia Liga Árabe que los precios internacionales del petróleo podrían aumentar a US $ 25 por barril sin dañar las exportaciones. Saddam también afirmó que la abrupta caída en los precios del petróleo disminuyó los ingresos petroleros de Irak en mil millones de dólares. Irak no fue el único miembro que criticó a Kuwait y los EAU; Varios otros miembros también criticaron su política de producción de petróleo. Kuwait no se movería, continuando su estrategia de producción de petróleo incluso cuando Irak lo amenazó. Esto, junto con los préstamos extranjeros que Irak, le debía a Kuwait, fue la razón principal de la invasión iraquí de Kuwait.

### Sanciones
Tras la derrota de Irak en la guerra del Golfo, el Consejo de Seguridad de las Naciones Unidas introdujo la Resolución 661 del Consejo de Seguridad de las Naciones Unidas, que impuso sanciones contra Irak. Al principio, la mayoría de los observadores estadounidenses creían que las sanciones conducirían a la caída de Saddam.  El presidente de Estados Unidos George H. W. Bush dijo: "Las sanciones económicas en este caso, si se aplican por completo, pueden ser muy, muy efectivas [...] puede hacer frente para siempre a la privación económica total". En teoría (y práctica), Irak fue muy vulnerable a las sanciones durante este tiempo. El 30% de su PIB antes de la Guerra del Golfo se utilizó para importar alimentos, y el 95% de las ganancias de exportación de Irak provino del petróleo; la producción de petróleo era el 40% del PIB. 
El país también dependía del comercio exterior (35-50% del PIB para bienes exportados e importados). Irak también era un país fácil de bloquear económicamente;  sus exportaciones de petróleo podrían verse bloqueadas cerrando sus oleoductos (que atravesaban Turquía, Jordania y Siria).  Si bien las sanciones tuvieron éxito desde un punto de vista económico, fracasaron políticamente; Saddam gobernaría Irak hasta 2003.
A lo largo del gobierno del Partido Baaz en Irak, el sector agrícola había tenido un desempeño deficiente. Aquellos en los Estados Unidos que apoyaban las sanciones creían que la baja producción agrícola en Irak (junto con las sanciones) llevaría a "una población hambrienta", y "una población hambrienta era rebelde". El gobierno iraquí, que entendió los graves efectos que las sanciones podrían tener en Irak, pudo aumentar la producción agrícola en un 24% entre 1990 y 1991. Durante los años de sanción, el sector agrícola fue testigo de "un auge de proporciones sin precedentes". El Consejo de Comando Revolucionario introdujo varios decretos durante este período para aumentar el rendimiento agrícola.  Estos decretos pueden dividirse en tres categorías:
- Introdujeron sanciones severas para los agricultores (o terratenientes) que no podían producir a plena capacidad en sus tierras.

- Los programas gubernamentales hicieron que fuera más barato (y por lo tanto más rentable para los agricultores y terratenientes) producir.

- Se iniciaron programas para aumentar la cantidad de tierra cultivable.[63]

El CMR introdujo el Decreto N.° 367 en 1990, que establecía que todas las tierras que no estuvieran en producción por parte de sus propietarios pasarían a manos del Estado;  si el dueño no podía usar toda la tierra que poseía, la perdería.  Sin embargo, la política de la RCC no era "todo palo y nada de zanahoria". El gobierno facilitó que los agricultores y terratenientes recibieran crédito. 
El 30 de septiembre de 1990, el Ministerio de Agricultura anunció que aumentaría los préstamos a los agricultores en un 100% y subsidiaría maquinaria y herramientas.  En octubre de 1990, el CMR declaró que planeaba utilizar y explotar "cada centímetro de tierra cultivable iraquí". Si bien no se puede confiar por completo en las estadísticas oficiales, estas mostraron un crecimiento masivo en la tierra cultivable: de 16 446 en 1980 a 45 046 en 1990.
El aumento de la producción agrícola no significa que el hambre no estuviera generalizada;  los precios de los productos alimenticios aumentaron drásticamente durante este período.  Sin embargo, en general, las sanciones fracasaron e (indirectamente) condujeron a una mejora sin precedentes en la agricultura.
Si bien el sector agrícola mejoró, la mayoría de los demás indicadores económicos se deterioraron. El transporte (que había sido bombardeado durante la guerra del Golfo) se deterioró aún más debido a la negligencia del gobierno.  La economía sufrió de inflación crónica y depreciación de la moneda; las sanciones exacerbaron los problemas estructurales del sistema económico iraquí. Irak era, en general, una economía planificada con características de economía de mercado.

### Crecimiento modesto
A fines de la década de 1990, la economía iraquí mostró signos de crecimiento modesto.  Estos continuarían hasta 2003 cuando el gobierno fue derrocado. El producto interior bruto aumentó de 10.800 millones de dólares estadounidenses en 1996 a 30.800 millones de dólares estadounidenses en 2000. El principal factor de este crecimiento fue el Programa Petróleo por Alimentos iniciado por la ONU (PPA). Saddam se opuso originalmente a la PPA. 
El PPA condujo a la entrada de moneda fuerte, lo que ayudó a reducir la inflación crónica del país y reabrió viejas rutas comerciales con países extranjeros. Fue en esta época cuando muchos países comenzaron a ignorar  las sanciones de la ONU. Si bien se reactivó el comercio interno y externo, esto no se tradujo en un aumento significativo del nivel de vida de la mayoría de la población;  por el contrario, el gobierno trató de evitar que los beneficios fluyeran hacia las áreas chiitas para persuadir a más países a oponerse a las sanciones. En 2000, el ingreso nacional per cápita se estimó en 1000 USD, menos de la mitad de lo que había sido en 1990.

## Cultura

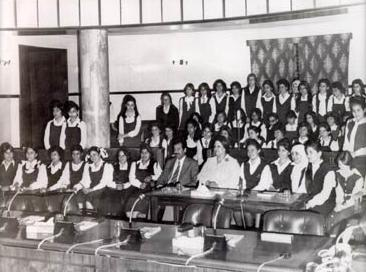
Sadam Huseín y alumnas. El baazismo promovió una mayor participación de las mujeres en la sociedad iraquí.

A fines de la década de 1970, las mujeres en Irak formaban el 46% de todos los maestros, el 29% de todos los médicos, el 46%  de todos los dentistas y el 70% de todos los farmacéuticos.
La era baazista fue un período de secularización en Irak. El gobierno incluía a personas de múltiples afiliaciones religiosas (incluidos suníes musulmanes, chiitas musulmanes y cristianos). Sin embargo, el período estuvo marcado (especialmente bajo Sadam Huseín) por luchas sectarias, religiosas y políticas entre el gobierno y otros grupos: musulmanes chiitas (principalmente extraídos de los árabes, este grupo religioso formaba una mayoría absoluta) que buscaban crear una teocracia iraquí; kurdos (kurdos) étnicos pueblo kurdo, que buscaron la independencia de su región sunitas con una ideología islamista y no baazistas (como los comunistas iraquíes que fueron fuertemente reprimidos en 1978).  
El gobierno iraquí promovió los derechos de las mujeres hasta cierto punto, permitiéndoles la educación y el servicio en las fuerzas armadas, pero, a pesar del declarado "radicalismo" del Baaz, sus cambios en la ley de familia fueron "considerablemente menos radicales que las reformas familiares del Shah, por no hablar de la ruptura radical de Atatürk con la ley de familia islámica en 1926". El gobierno buscó la restauración del patrimonio cultural iraquí, como la reconstrucción de réplicas de partes de la antigua ciudad de Babilonia. Bajo Sadam Huseín, la glorificación de Saddam y el gobierno baazista era común en las obras de arte patrocinadas por el estado. El Partido Baaz dominó la vida política del país, aunque en 1974 se proclamó un Frente Nacional Progresista para permitir la participación (en su mayoría nominal) de figuras no baazistas y  partidos en la política iraquí.
Durante la guerra del Golfo, Sadam Huseín buscó obtener el apoyo de la comunidad religiosa musulmana para el gobierno, agregando el Takbir a la bandera, escudo de armas y lema de Irak.